# Brachyphaea simoni
Brachyphaea simoni là một loài nhện trong họ Corinnidae.
Loài này thuộc chi Brachyphaea. Brachyphaea simoni được Eugène Simon miêu tả năm 1895.